# Agen-d'Aveyron
Agen-d'Aveyron är en kommun i departementet Aveyron i regionen Occitanien i södra Frankrike. Kommunen ligger  i kantonen Pont-de-Salars som ligger i arrondissementet Rodez. År 2022 hade Agen-d'Aveyron 1 120 invånare.

## Befolkningsutveckling
Antalet invånare i kommunen Agen-d'Aveyron
| Befolkningsutvecklingen i Agen-d'Aveyron 1968–2008INSEE | Befolkningsutvecklingen i Agen-d'Aveyron 1968–2008INSEE | Befolkningsutvecklingen i Agen-d'Aveyron 1968–2008INSEE | Befolkningsutvecklingen i Agen-d'Aveyron 1968–2008INSEE | Befolkningsutvecklingen i Agen-d'Aveyron 1968–2008INSEE |
| ------------------------------------------------------- | ------------------------------------------------------- | ------------------------------------------------------- | ------------------------------------------------------- | ------------------------------------------------------- |
|                                                         |                                                         |                                                         |                                                         |                                                         |
| År                                                      |                                                         |                                                         | Folkmängd                                               |                                                         |
| 1968                                                    | 1968                                                    |                                                         | 565                                                     |                                                         |
| 1975                                                    | 1975                                                    |                                                         | 657                                                     |                                                         |
| 1982                                                    | 1982                                                    |                                                         | 724                                                     |                                                         |
| 1990                                                    | 1990                                                    |                                                         | 865                                                     |                                                         |
| 1999                                                    | 1999                                                    |                                                         | 1 013                                                   |                                                         |
| 2008                                                    | 2008                                                    |                                                         | 1 054                                                   |                                                         |